# Кащеев, Александр Михайлович
Александр Михайлович Кащеев (род. 15 ноября 1952, р.п. Мучкапский, Тамбовская область) — советский и российский военный начальник, заместитель Главнокомандующего Сухопутными войсками Вооруженных Сил Российской Федерации по тылу, генерал-лейтенант, в настоящее время ведущий военный инспектор ОСК по ЗВО МОРФ.

## Биография
Выпускник Кировской средней школы 1970 года. С 1973 года, окончив Вольское высшее военное училище тыла имени Ленинского Краснознаменного комсомола, в звании лейтенанта служил в Забайкальском военном округе в должности начальника отдела окружного военного склада 1 разряда. В 1980 году окончил Военную академию тыла и транспорта в Ленинграде.
Служил в ГСВГ, Закавказском и Дальневосточном военных округах. 10 августа 2000 года Указом Президента Российской Федерации назначен начальником тыла — заместителем командующего войсками Дальневосточного военного округа (ДВО).
В 2001 году окончил Военную академию Генерального штаба Вооружённых сил. Указом Президента Российской Федерации от 12 декабря 2001 года № 1443 присвоено воинское звание «генерал-лейтенант».
В 2002 году назначен начальником тыла — заместителем главнокомандующего Сухопутными войсками. С 2007 года несколько лет был в заграничной командировке по линии ГУ МВС МОРФ.
В 2003 году защитил диссертацию, кандидат военных наук; профессор. Под его руководством создан Музей истории тыла ДВО, издана книга «Тыл ДВО: исторические очерки».

## Награды
Государственные награды
- орден «За службу Родине в Вооружённых Силах СССР» 3 степени;
- орден «Почёта»;
- орден «За военные заслуги»;
- Медаль ордена «За заслуги перед Отечеством» 2 степени;
- Медаль «За безупречную службу» 1, 2 и 3 степени;
- медаль «За отличие в воинской службе» 1 и 2 степени;
- медаль «60 лет Вооруженных Сил СССР»;
- медаль «70 лет Вооруженных Сил СССР»;
- Медаль «За воинскую доблесть» 1 степени;
- медаль 200 лет Министерство военных Сухопутных сил — Министерство обороны;
- медаль «60 лет окончания Второй Мировой войны»;
- медаль «Лауреат премии Г. К. Жукова в области обороны»;
- медаль «150 лет железнодорожным войскам России»;
- медаль «За отличие в службе»;
- медаль «За заслуги в области ветеринарии»;
- медаль «Боевого братства»;
- медаль «За укрепление боевого содружества»;
- медаль «Мирная миссия 2005»;

Знаки
- памятный знак «200 лет Министерству обороны военных Сухопутных сил — Министерство обороны»;
- памятный знак «60 лет службе горючего Вооруженных Сил Российской Федерации»;
- знак отличия «За заслуги перед Сухопутными войсками»;
- знак отличия «За службу на Кавказе»;
- знак «Офицера Тыла Вооруженных Сил Российской Федерации»;
- знак «Краснознаменный Дальневосточный военный округ»;
- знак «Главное управление международного военного сотрудничества Министерства обороны Российской Федерации»;

Грамоты
- архиерейская грамота от Митрополита Смоленского и Калининградского Русской Православной Церкви Кирилла и многие другие благодарственные письма и грамоты.

Почётные звания
- «Гражданин Мучкапского района Тамбовской области» (23.11.2006) — за патриотическое воспитание подрастающего поколения
- Ветеран военной службы Вооружённых Сил Российской Федерации
- Ветеран Тыла Вооружённых Сил Российской Федерации
- Ветеран боевых действий Вооружённых Сил Российской Федерации.